# Tendenzliteratur
Als Tendenzliteratur oder Tendenzpoesie bezeichnet man Dichtungen mit propagandistischer Absicht, die eine eindeutige politische Richtung, Ideologie oder Moral erkennen lassen. Die Bezeichnung geht zurück auf die Zeit des Jungen Deutschlands und des Vormärz, als man eine leidenschaftlich vertretene politische oder weltanschauliche Orientierung eine „Tendenz“ nannte. Das Wort „Tendenzliteratur“ bildete das deutsche Pendant zu dem etwa gleichzeitig entstandenen französischen Begriff der „littérature engagée“, der als Fremdwort auch im Deutschen verwendet wird. Der Begriff „Tendenzliteratur“ wird seit seiner Entstehung vornehmlich abwertend gebraucht, während man im positiven Sinne eher von „(politisch) engagierter Literatur“ spricht.
Vertreter dieser frühen politisch engagierten Literatur sind z. B. die Dichter Ludwig Börne, Wolfgang Menzel, Karl Gutzkow und Georg Herwegh. Als typisches Beispiel kann Herweghs Gedicht Aufruf mit dem berühmten Beginn „Reißt die Kreuze aus der Erden! Alle sollen Schwerter werden, Gott im Himmel wird’s verzeihn“ gelten. Bekannt ist auch Heinrich Heines Spottgedicht auf die zeitgenössischen „Tendenzpoeten“.
Etwa seit 1848 geschah eine starke Umwertung der deutschen Tendenzliteratur vom Systemsprengenden zum Systemerhaltenden: Die Abwehrhaltung gegen aristokratische Privilegien und gegen die wirtschaftlichen und kommunikativen Hindernisse der Kleinstaaterei wurden im Umfeld der deutschen Reichsgründung zu einem scheinbar unpolitischen Bekenntnis zum Gemeinsamen erklärt. Erst nach dem Zweiten Weltkrieg konnte sich wiederum eine Tendenzliteratur gegen heftige offizielle Widerstände (vgl. Zürcher Literaturstreit) etablieren. Im Kalten Krieg und in den 1968er Jahren hatte die dissidente politisch engagierte Literatur eine bedeutende Stellung.